# Pałac w Nietuszkowie
Pałac w Nietuszkowie został wzniesiony w XIX wieku, o stylu eklektycznym. Stanowi nieregularną bryłę z dominantą w postaci wieży (5 kondygnacji) o formie nawiązującej do renesansu włoskiego. Otoczony parkiem o pow. 11,9 ha. W pobliżu zabudowania gospodarcze i gorzelnia.
Znajduje się w rękach prywatnych.